# Liga Colombiana de Béisbol Profesional 2018-19
La Liga Colombiana de Béisbol Profesional 2018-19 con el patrocinio oficial de Movistar, es la cuadragésimo tercera edición del béisbol invernal en Colombia. Inició el 2 de noviembre de 2018 con cuatro equipos, Caimanes, Tigres, Leones y Toros de Sincelejo. Como principal novedad estará de regreso Caimanes de Barranquilla a su ciudad luego de dos temporadas en Santa Cruz de Lorica y Sincelejo. El campeón disputará la Serie Latinoamericana 2019 en representación de Colombia en Veracruz, México.

## Sistema de juego
La primera fase llamada temporada regular la jugarán los cuatro equipos inscritos entre sí, disputando 42
juegos, 21 de local y 21 de visitante. Luego se jugará un Pre-Play Off en donde se enfrentaran el segundo y el tercero de la tabla de posiciones de la fase regular, el ganador de esta serie, será el equipo que gane 3 de 5 juegos. La final la disputarán el primero de la tabla de posiciones de la fase regular y el ganador del Pre-Play Off, se coronaría como campeón al equipo que gane 4 de 7 juegos.

## Derechos de televisión
Las transmisiones en cada juego están a cargo de la siguiente manera:
- Telecaribe (Televisión Abierta)
- (InterneTV Deportes)
- (Latin American Sports TV, InterneTV Deportes)

## Equipos participantes
| Equipo                   | Fundación | Entrenador     | Ciudad/Municipio    | Estadio                   | Aforo  | Patrocinador Principal |
| ------------------------ | --------- | -------------- | ------------------- | ------------------------- | ------ | ---------------------- |
| Caimanes de Barranquilla | 1984      | Fred Ocasio    | Barranquilla        | Estadio Édgar Rentería    | 12.000 | Grupo Olímpica         |
| Tigres de Cartagena      | 1996      | Juan Francia   | Cartagena de Indias | Estadio Once de Noviembre | 12.000 | Alcaldía de Cartagena  |
| Leones de Montería       | 2003      | Jair Fernández | Montería            | Dieciocho de Junio        | 10.000 | Alcaldía de Montería   |
| Toros de Sincelejo       | 2003      | José Mosquera  | Sincelejo           | Veinte de Enero           | 12.000 | Alcaldía de Sincelejo  |

### Cambio de entrenadores
| Equipo              | Entrenador saliente | Fecha de salida         | Reemplazado por     | Fecha de llegada        |
| ------------------- | ------------------- | ----------------------- | ------------------- | ----------------------- |
| Leones de Montería  | Jair Fernández      | 17 de noviembre de 2018 | William Díaz        | 18 de noviembre de 2018 |
| Tigres de Cartagena | Juan Francia        | 9 de diciembre de 2018  | Jair Fernández Díaz | 11 de diciembre de 2018 |

## Temporada regular
Disputada a partir del 2 de noviembre hasta el 30 de diciembre de 2018.

### Posiciones
| Pos | Equipo                   | J  | V  | D  | Avg   | PD | Local | Visita |
| --- | ------------------------ | -- | -- | -- | ----- | -- | ----- | ------ |
| 1.  | Caimanes de Barranquilla | 41 | 29 | 12 | 0.707 | -- | 15-5  | 14-7   |
| 2.  | Toros de Sincelejo       | 41 | 24 | 17 | 0.585 | 5  | 13-8  | 11-9   |
| 3.  | Tigres de Cartagena      | 41 | 17 | 24 | 0.415 | 12 | 11-11 | 6-13   |
| 4.  | Leones de Montería       | 41 | 12 | 29 | 0.293 | 17 | 8-13  | 4-16   |

|  |                              |
|  | Clasificados al Round Robin. |
|  | Eliminado del torneo.        |

### Resultados
Se disputarán 42 juegos cada equipo a partir del 2 de noviembre del 2018 hasta el 29 de diciembre del 2018.

### Noviembre[5]
| Tigres | 1 : 6  | Leones   | Dieciocho de Junio, Montería | 2 de noviembre | 19:00 | Sin transmisión |
| Toros  | 6 : 7  | Caimanes | Édgar Rentería, Barranquilla | 2 de noviembre | 19:00 |                 |
| Tigres | 3 : 10 | Leones   | Dieciocho de Junio, Montería | 3 de noviembre | 17:00 | Sin transmisión |
| Toros  | 2 : 0  | Caimanes | Édgar Rentería, Barranquilla | 3 de noviembre | 17:00 |                 |
| Tigres | 10 : 6 | Leones   | Dieciocho de Junio, Montería | 4 de noviembre | 16:00 | Sin transmisión |
| Toros  | 2 : 4  | Caimanes | Édgar Rentería, Barranquilla | 4 de noviembre | 16:00 |                 |

| Toros    | 6 : 4  | Leones   | Dieciocho de Junio, Montería | 6 de noviembre  | 19:00 | Sin transmisión |
| Tigres   | 2 : 6  | Caimanes | Édgar Rentería, Barranquilla | 6 de noviembre  | 19:00 |                 |
| Toros    | 8 : 4  | Leones   | Dieciocho de Junio, Montería | 7 de noviembre  | 19:00 | Sin transmisión |
| Tigres   | 2 : 3  | Caimanes | Édgar Rentería, Barranquilla | 7 de noviembre  | 19:00 |                 |
| Tigres   | 6 : 4  | Toros    | Veinte de Enero, Sincelejo   | 9 de noviembre  | 19:00 |                 |
| Caimanes | 11 : 1 | Leones   | Dieciocho de Junio, Montería | 9 de noviembre  | 19:00 |                 |
| Caimanes | 5 : 3  | Leones   | Dieciocho de Junio, Montería | 10 de noviembre | 16:00 |                 |
| Tigres   | 1 : 6  | Toros    | Veinte de Enero, Sincelejo   | 10 de noviembre | 17:30 |                 |
| Caimanes | 8 : 10 | Leones   | Dieciocho de Junio, Montería | 11 de noviembre | 16:00 |                 |
| Tigres   | 3 : 1  | Toros    | Veinte de Enero, Sincelejo   | 11 de noviembre | 16:00 |                 |

| Toros    | 3 : 4  | Caimanes | Édgar Rentería, Barranquilla | 13 de noviembre | 19:00 |                 |
| Tigres   | 4 : 0  | Leones   | Dieciocho de Junio, Montería | 14 de noviembre | 19:00 | Sin transmisión |
| Toros    | 6 : 3  | Caimanes | Édgar Rentería, Barranquilla | 14 de noviembre | 19:00 |                 |
| Leones   | 2 : 5  | Toros    | Veinte de Enero, Sincelejo   | 16 de noviembre | 19:00 |                 |
| Caimanes | 7 : 1  | Tigres   | Once de Noviembre, Cartagena | 16 de noviembre | 19:00 | Sin transmisión |
| Tigres   | 1 : 10 | Caimanes | Édgar Rentería, Barranquilla | 17 de noviembre | 16:00 |                 |
| Toros    | 9 : 6  | Leones   | Dieciocho de Junio, Montería | 17 de noviembre | 17:00 |                 |

| Leones   | 0 : 7  | Caimanes | Édgar Rentería, Barranquilla | 20 de noviembre | 19:00 |                 |
| Tigres   | 0 : 6  | Toros    | Veinte de Enero, Sincelejo   | 20 de noviembre | 19:00 |                 |
| Leones   | 11 : 5 | Caimanes | Édgar Rentería, Barranquilla | 21 de noviembre | 19:00 |                 |
| Tigres   | 1 : 10 | Toros    | Veinte de Enero, Sincelejo   | 21 de noviembre | 19:00 |                 |
| Leones   | 5 : 6  | Tigres   | Once de Noviembre, Cartagena | 23 de noviembre | 19:00 | Sin transmisión |
| Caimanes | 11 : 1 | Toros    | Veinte de Enero, Sincelejo   | 23 de noviembre | 19:00 |                 |
| Leones   | 10 : 4 | Tigres   | Once de Noviembre, Cartagena | 24 de noviembre | 17:00 | Sin transmisión |
| Caimanes | 10 : 3 | Toros    | Veinte de Enero, Sincelejo   | 24 de noviembre | 17:00 |                 |
| Leones   | 4 : 5  | Tigres   | Once de Noviembre, Cartagena | 25 de noviembre | 16:00 | Sin transmisión |
| Caimanes | 3 : 4  | Toros    | Veinte de Enero, Sincelejo   | 25 de noviembre | 16:00 |                 |

| Caimanes | 3 : 2 | Tigres   | Once de Noviembre, Cartagena | 27 de noviembre | 17:00 | Sin transmisión |
| Leones   | 2 : 1 | Toros    | Veinte de Enero, Sincelejo   | 27 de noviembre | 17:00 |                 |
| Caimanes | 0 : 3 | Tigres   | Once de Noviembre, Cartagena | 27 de noviembre | 17:43 | Sin transmisión |
| Leones   | 1 : 3 | Toros    | Veinte de Enero, Sincelejo   | 27 de noviembre | 19:53 |                 |
| Caimanes | 9 : 6 | Tigres   | Once de Noviembre, Cartagena | 28 de noviembre | 19:00 | Sin transmisión |
| Toros    | 5 : 6 | Tigres   | Once de Noviembre, Cartagena | 30 de noviembre | 19:00 | Sin transmisión |
| Leones   | 0 : 2 | Caimanes | Édgar Rentería, Barranquilla | 30 de noviembre | 19:00 |                 |
| Leones   | 1 : 2 | Caimanes | Édgar Rentería, Barranquilla | 1 de diciembre  | 16:00 |                 |
| Toros    | 4 : 5 | Tigres   | Once de Noviembre, Cartagena | 1 de diciembre  | 17:00 | Sin transmisión |
| Toros    | 7 : 5 | Tigres   | Once de Noviembre, Cartagena | 2 de diciembre  | 16:00 | Sin transmisión |
| Leones   | 5 : 7 | Caimanes | Édgar Rentería, Barranquilla | 2 de diciembre  | 16:00 |                 |

### Diciembre[8]
| Leones   | 5 : 13 | Tigres   | Once de Noviembre, Cartagena           | 4 de diciembre | 19:00 | Sin transmisión |
| Toros    | 1 : 2  | Caimanes | Édgar Rentería, Barranquilla           | 4 de diciembre | 19:00 |                 |
| Leones   | 5 : 4  | Tigres   | Once de Noviembre, Cartagena           | 5 de diciembre | 19:00 | Sin transmisión |
| Toros    | 3 : 0  | Caimanes | Édgar Rentería, Barranquilla           | 5 de diciembre | 19:00 |                 |
| Tigres   | 4 : 5  | Leones   | Dieciocho de Junio, Montería           | 7 de diciembre | 17:00 |                 |
| Tigres   | 5 : 2  | Leones   | Dieciocho de Junio, Montería           | 7 de diciembre | 19:00 | Sin transmisión |
| Caimanes | 5 : 6  | Toros    | Tres de Mayo, Lorica                   | 7 de diciembre | 19:00 | Sin transmisión |
| Tigres   | 1 : 6  | Leones   | Dieciocho de Junio, Montería           | 8 de diciembre | 16:00 |                 |
| Caimanes | 13 : 4 | Toros    | Tres de Mayo, Lorica                   | 8 de diciembre | 17:00 | Sin transmisión |
| Toros    | 7 : 5  | Tigres   | Once de Noviembre, Cartagena de Indias | 9 de diciembre | 16:00 | Sin transmisión |
| Caimanes | 8 : 3  | Leones   | Dieciocho de Junio, Montería           | 9 de diciembre | 16:00 |                 |

| Toros    | 1 : 6  | Leones   | Dieciocho de Junio, Montería | 11 de diciembre | 19:00 | Sin transmisión |
| Tigres   | 5 : 0  | Caimanes | Édgar Rentería, Barranquilla | 11 de diciembre | 19:00 |                 |
| Leones   | 0 : 3  | Toros    | Veinte de Enero, Sincelejo   | 12 de diciembre | 17:10 |                 |
| Caimanes | 14 : 3 | Tigres   | Once de Noviembre, Cartagena | 12 de diciembre | 19:00 | Sin transmisión |
| Leones   | 5 : 6  | Toros    | Veinte de Enero, Sincelejo   | 12 de diciembre | 19:30 |                 |
| Toros    | 3 : 0  | Leones   | Dieciocho de Junio, Montería | 14 de diciembre | 19:00 | Sin transmisión |
| Tigres   | 2 : 12 | Caimanes | Édgar Rentería, Barranquilla | 14 de diciembre | 19:00 |                 |
| Leones   | 4 : 16 | Caimanes | Édgar Rentería, Barranquilla | 15 de diciembre | 17:00 |                 |
| Toros    | 5 : 4  | Tigres   | Once de Noviembre, Cartagena | 15 de diciembre | 17:00 | Sin transmisión |
| Leones   | 2 : 11 | Caimanes | Édgar Rentería, Barranquilla | 16 de diciembre | 14:00 |                 |
| Toros    | 4 : 12 | Tigres   | Once de Noviembre, Cartagena | 16 de diciembre | 16:00 | Sin transmisión |

| Caimanes | 1 : 6   | Toros  | Veinte de Enero, Sincelejo   | 18 de diciembre | 19:00 |                 |
| Leones   | 6 : 7   | Tigres | Once de Noviembre, Cartagena | 18 de diciembre | 20:00 | Sin transmisión |
| Leones   | 10 : 11 | Tigres | Once de Noviembre, Cartagena | 19 de diciembre | 19:00 | Sin transmisión |
| Caimanes | 9 : 4   | Toros  | Veinte de Enero, Sincelejo   | 19 de diciembre | 19:00 |                 |
| Tigres   | 9 : 7   | Toros  | Veinte de Enero, Sincelejo   | 21 de diciembre | 19:00 | Sin transmisión |
| Caimanes | 2 : 5   | Leones | Dieciocho de Junio, Montería | 21 de diciembre | 19:00 |                 |
| Caimanes | 13 : 6  | Leones | Dieciocho de Junio, Montería | 22 de diciembre | 16:00 |                 |
| Tigres   | 2 : 3   | Toros  | Veinte de Enero, Sincelejo   | 22 de diciembre | 17:00 | Sin transmisión |
| Toros    | 8 : 6   | Tigres | Once de Noviembre, Cartagena | 23 de diciembre | 16:00 | Sin transmisión |
| Caimanes | 7 : 6   | Leones | Dieciocho de Junio, Montería | 23 de diciembre | 16:00 |                 |

| Caimanes | 12 : 15   | Tigres   | Once de Noviembre, Cartagena | 26 de diciembre | 19:00 | Sin transmisión |
| Toros    | 7 : 8     | Leones   | Dieciocho de Junio, Montería | 26 de diciembre | 19:00 |                 |
| Tigres   | 2 : 12    | Caimanes | Édgar Rentería, Barranquilla | 27 de diciembre | 19:00 | Sin transmisión |
| Toros    | 16 : 7    | Leones   | Dieciocho de Junio, Montería | 27 de diciembre | 19:00 |                 |
| Caimanes | Cancelado | Tigres   | Once de Noviembre, Cartagena | 28 de diciembre | 19:00 | Juego Cancelado |
| Leones   | Cancelado | Toros    | Veinte de Enero, Sincelejo   | 28 de diciembre | 19:00 | Juego Cancelado |
| Leones   | 4 : 7     | Toros    | Veinte de Enero, Sincelejo   | 29 de diciembre | 16:00 | Sin transmisión |
| Tigres   | 0 : 6     | Caimanes | Édgar Rentería, Barranquilla | 29 de diciembre | 17:00 |                 |

### Resumen de las series
| Resumen de series      | Resumen de series  | Resumen de series | Resumen de series | Resumen de series | Resumen de series | Resumen de series | Resumen de series | Resumen de series | Resumen de series | Resumen de series | Resumen de series |
| Ganador                | Series             | Res. Serie        | Juego 1           | Juego 2           | Juego 3           | Juego 4           | Juego 5           | Juego 6           | Juego 7           | Ciudad            |                   |
| ---------------------- | ------------------ | ----------------- | ----------------- | ----------------- | ----------------- | ----------------- | ----------------- | ----------------- | ----------------- | ----------------- | ----------------- |
| Tigres 8 - 6 Leones    | Tigres vs Leones   | 3 - 4             | 1 : 6             | 3 : 10            | 10 : 6            | 4 : 0             | 4 : 5             | 5 : 2             | 1 : 6             | Montería          |                   |
| Tigres 8 - 6 Leones    | Leones vs Tigres   | 2 - 5             | 5 : 6             | 10 : 4            | 4 : 5             | 5 : 13            | 5 : 4             | 6 : 7             | 10 : 11           | Cartagena         |                   |
| Caimanes 8 - 6 Toros   | Caimanes vs Toros  | 4 - 3             | 11 : 1            | 10 : 3            | 3 : 4             | 5 : 6             | 13 : 4            | 1 : 6             | 9 : 4             | Sincelejo         |                   |
| Caimanes 8 - 6 Toros   | Toros vs Caimanes  | 3 - 4             | 6 : 7             | 2 : 0             | 2 : 4             | 3 : 4             | 6 : 3             | 1 : 2             | 3 : 0             | Barranquilla      |                   |
| Toros 8 - 6 Tigres     | Tigres vs Toros    | 3 - 4             | 6 : 4             | 1 : 6             | 3 : 1             | 0 : 6             | 1 : 10            | 9 : 7             | 2 : 3             | Sincelejo         |                   |
| Toros 8 - 6 Tigres     | Toros vs Tigres    | 4 - 3             | 5 : 6             | 4 : 5             | 7 : 5             | 7 : 5             | 5 : 4             | 4 : 12            | 8 : 6             | Cartagena         |                   |
| Caimanes 11 - 3 Leones | Leones vs Caimanes | 1 - 6             | 0 : 7             | 11 : 5            | 0 : 2             | 1 : 2             | 5 : 7             | 4 : 16            | 2 : 11            | Barranquilla      |                   |
| Caimanes 11 - 3 Leones | Caimanes vs Leones | 5 - 2             | 11 : 1            | 5 : 3             | 8 : 10            | 8 : 3             | 1 : 5             | 13 : 6            | 7 : 6             | Montería          |                   |
| Toros 10 - 3 Leones    | Toros vs Leones    | 5 - 2             | 6 : 4             | 8 : 4             | 9 : 6             | 1 : 6             | 3 : 0             | 7 : 8             | 16 : 7            | Montería          |                   |
| Toros 10 - 3 Leones    | Leones vs Toros    | 1 - 5             | 2 : 5             | 2 : 1             | 1 : 3             | 0 : 3             | 5 : 6             | Cancelado         | 4 : 7             | Sincelejo         |                   |
| Caimanes 10 - 3 Tigres | Tigres vs Caimanes | 1 - 6             | 2 : 6             | 2 : 3             | 0 : 10            | 5 : 0             | 2 : 12            | 2 : 12            | 0 : 6             | Barranquilla      |                   |
| Caimanes 10 - 3 Tigres | Caimanes vs Tigres | 4 - 2             | 7 : 1             | 3 : 2             | 0 : 3             | 9 : 6             | 14 : 3            | 12 : 15           | Cancelado         | Cartagena         |                   |

|  | Juegos ganados por Tigres   |
|  | Juegos ganados por Leones   |
|  | Juegos ganados por Toros    |
|  | Juegos ganados por Caimanes |
|  | Juegos cancelados           |

## Round Robin
Disputado por los 3 primeros de la fase anterior del 2 al 13 de enero de 2019.

### Refuerzos
El 31 de diciembre de 2018 quedó definido los refuerzos para la pos temporada.
| Equipo Origen      | Jugador         | Posición  | Equipo a reforzar        |
| ------------------ | --------------- | --------- | ------------------------ |
| Leones de Montería | Adrián Sánchez  | Jardinero | Caimanes de Barranquilla |
| Leones de Montería | Diover Ávila    | Jardinero | Toros de Sincelejo       |
| Leones de Montería | Carlos Martínez | Receptor  | Tigres de Cartagena      |

### Desarrollo
Toros inició el Round Robin con 3 victorias seguidas que los mantuvo líder hasta perder el invicto frente a Caimanes en su cuarto juego terminando ambos con 3 victorias y 1 derrota, mientras los Tigres acumulaban 4 derrotas. En el quinto juego los Toros conseguirían la clasificación a la final en Sincelejo ante un complicado Tigres empatando el juego 4-4 en la parte baja del noveno y extendiéndose a 16 entradas para finalmente ganar 5-4 con hit de Diover Ávila. Caimanes también lograría su paso a la final en su quinto juego ante Tigres en Barranquilla con victoria 2-0. En el último juego del Round Robin, Caimanes y Toros se encontraban empatados con registro de 5 victorias y 2 derrotas por lo que el ganador definiría las localías en la Serie Final, quedándose con este Los sauros

### Posiciones Round Robin
| Pos | Equipo                   | V | D | J | Avg   | PD  | Local | Visita |
| --- | ------------------------ | - | - | - | ----- | --- | ----- | ------ |
| 1.  | Caimanes de Barranquilla | 6 | 2 | 8 | 0.750 | --  | 3-1   | 3-1    |
| 2.  | Toros de Sincelejo       | 5 | 3 | 8 | 0.625 | 1,0 | 2-2   | 3-1    |
| 3.  | Tigres de Cartagena      | 1 | 7 | 8 | 0.125 | 5,0 | 1-3   | 0-4    |

|  |                                        |
|  | Clasificado a la final del campeonato. |
|  | Eliminado del torneo.                  |

### Resultados Round Robin
| Tigres   | 3 : 8  | Toros    | Veinte de Enero, Sincelejo   | 2 de enero  | 19:00 |
| Tigres   | 1 : 8  | Caimanes | Édgar Rentería, Barranquilla | 3 de enero  | 19:00 |
| Toros    | 3 : 2  | Caimanes | Édgar Rentería, Barranquilla | 4 de enero  | 19:00 |
| Toros    | 5 : 3  | Tigres   | Once de Noviembre, Cartagena | 5 de enero  | 16:00 |
| Caimanes | 14 : 1 | Tigres   | Once de Noviembre, Cartagena | 6 de enero  | 16:00 |
| Caimanes | 15 : 5 | Toros    | Veinte de Enero, Sincelejo   | 7 de enero  | 16:00 |
| Tigres   | 4 : 5  | Toros    | Veinte de Enero, Sincelejo   | 8 de enero  | 19:00 |
| Tigres   | 0 : 2  | Caimanes | Édgar Rentería, Barranquilla | 9 de enero  | 19:00 |
| Toros    | 2 : 3  | Caimanes | Édgar Rentería, Barranquilla | 10 de enero | 19:00 |
| Toros    | 9 : 4  | Tigres   | Once de Noviembre, Cartagena | 11 de enero | 19:00 |
| Caimanes | 4 : 5  | Tigres   | Once de Noviembre, Cartagena | 12 de enero | 17:00 |
| Caimanes | 9 : 8  | Toros    | Veinte de Enero, Sincelejo   | 13 de enero | 16:00 |

## Play Off Final
Disputada del 15 al 23 de enero de 2019 entre el primero de la fase regular y el ganador del Pre-Play Off.

### Refuerzos Serie Final
El 13 de enero de 2019 quedó definido los refuerzos para la Serie Final.
| Equipo Origen       | Jugador         | Posición  | Equipo a reforzar        |
| ------------------- | --------------- | --------- | ------------------------ |
| Tigres de Cartagena | Julio Vivas     | Lanzador  | Caimanes de Barranquilla |
| Tigres de Cartagena | Telmito Agustín | Jardinero | Toros de Sincelejo       |

### Desarrollo Serie Final
La serie inició en Barranquilla llevándose los Toros  la victoria por 17-11 en catorce entradas, los locales igualaron la serie con blanqueada 5-0 en el segundo juego. La serie se trasladó a Sincelejo donde Caimanes remonto con dos victorias, la primera por 3-1 y la segunda por 13-6 para dejar la final 3-1 a su favor. El título se definió en el quinto juego disputado en Sincelejo con victoria de Caimanes 13-4 cargado de tres jonrones anotados por Audy Ciriaco, Carlos Vidal y Steve Brown para darle el título número 10 a los reptiles.
| Juego 1, 15 de enero, 19:00 (UTC-5) | Caimanes de Barranquilla | 11–17   | Toros de Sincelejo | Estadio Édgar Rentería, Barranquilla |   |   |   |   |   |    |    |    |    |    |    |    |   |
| |                          | Reporte |                    |                                      |   |   |   |   |   |    |    |    |    |    |    |    |   |
| Toros lidera la serie 1-0 \| Equipo \| 1 \| 2 \| 3 \| 4 \| 5 \| 6 \| 7 \| 8 \| 9 \| 10 \| 11 \| 12 \| 13 \| 14 \| C \| H \| E \| \| -------- \| - \| - \| - \| - \| - \| - \| - \| - \| - \| -- \| -- \| -- \| -- \| -- \| -- \| -- \| - \| \| Toros \| 0 \| 0 \| 2 \| 0 \| 3 \| 0 \| 2 \| 1 \| 1 \| 0 \| 0 \| 2 \| 0 \| 6 \| 17 \| 17 \| 1 \| \| Caimanes \| 1 \| 5 \| 0 \| 0 \| 0 \| 2 \| 0 \| 1 \| 0 \| 0 \| 0 \| 2 \| 0 \| 0 \| 11 \| 19 \| 2 \|LG: Luis Sanz (1-0 LP: Randy Consuegra (0-1) Umpires: HP: Duración: 0h 00m |                          |         |                    |                                      |   |   |   |   |   |    |    |    |    |    |    |    |   |
| Equipo | 1                        | 2       | 3                  | 4                                    | 5 | 6 | 7 | 8 | 9 | 10 | 11 | 12 | 13 | 14 | C  | H  | E |
| Toros | 0                        | 0       | 2                  | 0                                    | 3 | 0 | 2 | 1 | 1 | 0  | 0  | 2  | 0  | 6  | 17 | 17 | 1 |
| Caimanes | 1                        | 5       | 0                  | 0                                    | 0 | 2 | 0 | 1 | 0 | 0  | 0  | 2  | 0  | 0  | 11 | 19 | 2 |

| Equipo   | 1 | 2 | 3 | 4 | 5 | 6 | 7 | 8 | 9 | 10 | 11 | 12 | 13 | 14 | C  | H  | E |
| -------- | - | - | - | - | - | - | - | - | - | -- | -- | -- | -- | -- | -- | -- | - |
| Toros    | 0 | 0 | 2 | 0 | 3 | 0 | 2 | 1 | 1 | 0  | 0  | 2  | 0  | 6  | 17 | 17 | 1 |
| Caimanes | 1 | 5 | 0 | 0 | 0 | 2 | 0 | 1 | 0 | 0  | 0  | 2  | 0  | 0  | 11 | 19 | 2 |

| Juego 2, 16 de enero, 19:00 (UTC-5) | Caimanes de Barranquilla | 5–0     | Toros de Sincelejo | Estadio Édgar Rentería, Barranquilla |   |   |   |   |   |   |   |   |
| |                          | Reporte |                    |                                      |   |   |   |   |   |   |   |   |
| Caimanes y Toros igualan serie 1-1 \| Equipo \| 1 \| 2 \| 3 \| 4 \| 5 \| 6 \| 7 \| 8 \| 9 \| C \| H \| E \| \| -------- \| - \| - \| - \| - \| - \| - \| - \| - \| - \| - \| - \| - \| \| Toros \| 0 \| 0 \| 0 \| 0 \| 0 \| 0 \| 0 \| 0 \| 0 \| 0 \| 4 \| 0 \| \| Caimanes \| 4 \| 0 \| 0 \| 0 \| 0 \| 0 \| 1 \| 0 \| x \| 5 \| 8 \| 0 \|LG: Geddy Guerra (1-0) LP: Yu Takayama (0-1) HRs: CAI – Audy Ciriaco (1) Umpires: HP: Duración: 0h 00m |                          |         |                    |                                      |   |   |   |   |   |   |   |   |
| Equipo | 1                        | 2       | 3                  | 4                                    | 5 | 6 | 7 | 8 | 9 | C | H | E |
| Toros | 0                        | 0       | 0                  | 0                                    | 0 | 0 | 0 | 0 | 0 | 0 | 4 | 0 |
| Caimanes | 4                        | 0       | 0                  | 0                                    | 0 | 0 | 1 | 0 | x | 5 | 8 | 0 |

| Equipo   | 1 | 2 | 3 | 4 | 5 | 6 | 7 | 8 | 9 | C | H | E |
| -------- | - | - | - | - | - | - | - | - | - | - | - | - |
| Toros    | 0 | 0 | 0 | 0 | 0 | 0 | 0 | 0 | 0 | 0 | 4 | 0 |
| Caimanes | 4 | 0 | 0 | 0 | 0 | 0 | 1 | 0 | x | 5 | 8 | 0 |

| Juego 3, 18 de enero, 19:00 (UTC-5) | Toros de Sincelejo | 1–3     | Caimanes de Barranquilla | Estadio Veinte de Enero, Sincelejo |   |   |   |   |   |   |   |   |
| |                    | Reporte |                          |                                    |   |   |   |   |   |   |   |   |
| Caimanes lidera la serie 2-1 \| Equipo \| 1 \| 2 \| 3 \| 4 \| 5 \| 6 \| 7 \| 8 \| 9 \| C \| H \| E \| \| -------- \| - \| - \| - \| - \| - \| - \| - \| - \| - \| - \| - \| - \| \| Caimanes \| 0 \| 0 \| 0 \| 0 \| 2 \| 0 \| 1 \| 0 \| 0 \| 3 \| 9 \| 0 \| \| Toros \| 0 \| 0 \| 1 \| 0 \| 0 \| 0 \| 0 \| 0 \| \| 1 \| 9 \| 0 \|LG: Julio Vivas (1-0) LP: Hernando Chiquillo (0-1) SV: Juan Escorcia Umpires: HP: Duración: 0h 00m |                    |         |                          |                                    |   |   |   |   |   |   |   |   |
| Equipo | 1                  | 2       | 3                        | 4                                  | 5 | 6 | 7 | 8 | 9 | C | H | E |
| Caimanes | 0                  | 0       | 0                        | 0                                  | 2 | 0 | 1 | 0 | 0 | 3 | 9 | 0 |
| Toros | 0                  | 0       | 1                        | 0                                  | 0 | 0 | 0 | 0 |   | 1 | 9 | 0 |

| Equipo   | 1 | 2 | 3 | 4 | 5 | 6 | 7 | 8 | 9 | C | H | E |
| -------- | - | - | - | - | - | - | - | - | - | - | - | - |
| Caimanes | 0 | 0 | 0 | 0 | 2 | 0 | 1 | 0 | 0 | 3 | 9 | 0 |
| Toros    | 0 | 0 | 1 | 0 | 0 | 0 | 0 | 0 |   | 1 | 9 | 0 |

| Juego 4, 19 de enero, 17:00 (UTC-5) | Toros de Sincelejo | 6–13    | Caimanes de Barranquilla | Estadio Veinte de Enero, Sincelejo |   |   |   |   |   |    |    |   |
| |                    | Reporte |                          |                                    |   |   |   |   |   |    |    |   |
| Caimanes lidera la serie 3-1 \| Equipo \| 1 \| 2 \| 3 \| 4 \| 5 \| 6 \| 7 \| 8 \| 9 \| C \| H \| E \| \| -------- \| - \| - \| - \| - \| - \| - \| - \| - \| - \| -- \| -- \| - \| \| Caimanes \| 1 \| 1 \| 0 \| 1 \| 6 \| 4 \| 0 \| 0 \| 0 \| 13 \| 15 \| 1 \| \| Toros \| 1 \| 0 \| 2 \| 2 \| 0 \| 0 \| 1 \| 0 \| 0 \| 6 \| 10 \| 3 \|LG: Martire García (1-0) LP: Yohandry Portal (0-1 ) HRs: CAI – Christian Correal (2) TOR – Ángel Reyes (1) Umpires: HP: Duración: 0h 00m |                    |         |                          |                                    |   |   |   |   |   |    |    |   |
| Equipo | 1                  | 2       | 3                        | 4                                  | 5 | 6 | 7 | 8 | 9 | C  | H  | E |
| Caimanes | 1                  | 1       | 0                        | 1                                  | 6 | 4 | 0 | 0 | 0 | 13 | 15 | 1 |
| Toros | 1                  | 0       | 2                        | 2                                  | 0 | 0 | 1 | 0 | 0 | 6  | 10 | 3 |

| Equipo   | 1 | 2 | 3 | 4 | 5 | 6 | 7 | 8 | 9 | C  | H  | E |
| -------- | - | - | - | - | - | - | - | - | - | -- | -- | - |
| Caimanes | 1 | 1 | 0 | 1 | 6 | 4 | 0 | 0 | 0 | 13 | 15 | 1 |
| Toros    | 1 | 0 | 2 | 2 | 0 | 0 | 1 | 0 | 0 | 6  | 10 | 3 |

| Juego 5, 20 de enero, 16:00 (UTC-5) | Toros de Sincelejo | 4–13    | Caimanes de Barranquilla | Estadio Veinte de Enero, Sincelejo, |   |   |   |   |   |    |    |   |
| |                    | Reporte |                          |                                     |   |   |   |   |   |    |    |   |
| Detalle \| Equipo \| 1 \| 2 \| 3 \| 4 \| 5 \| 6 \| 7 \| 8 \| 9 \| C \| H \| E \| \| -------- \| - \| - \| - \| - \| - \| - \| - \| - \| - \| -- \| -- \| - \| \| Caimanes \| 0 \| 1 \| 0 \| 2 \| 4 \| 0 \| 1 \| 2 \| 3 \| 13 \| 14 \| 3 \| \| Toros \| 0 \| 0 \| 0 \| 0 \| 2 \| 1 \| 0 \| 1 \| 0 \| 4 \| 7 \| 3 \|LG: Yorfrank Lopez (1) LP: Jose Calero HRs: CAI – Carlos Vidal (1), Audy Ciriaco (1), Steve Brown (1) Umpires: HP: Duración: 0h 00m |                    |         |                          |                                     |   |   |   |   |   |    |    |   |
| Equipo | 1                  | 2       | 3                        | 4                                   | 5 | 6 | 7 | 8 | 9 | C  | H  | E |
| Caimanes | 0                  | 1       | 0                        | 2                                   | 4 | 0 | 1 | 2 | 3 | 13 | 14 | 3 |
| Toros | 0                  | 0       | 0                        | 0                                   | 2 | 1 | 0 | 1 | 0 | 4  | 7  | 3 |

| Equipo   | 1 | 2 | 3 | 4 | 5 | 6 | 7 | 8 | 9 | C  | H  | E |
| -------- | - | - | - | - | - | - | - | - | - | -- | -- | - |
| Caimanes | 0 | 1 | 0 | 2 | 4 | 0 | 1 | 2 | 3 | 13 | 14 | 3 |
| Toros    | 0 | 0 | 0 | 0 | 2 | 1 | 0 | 1 | 0 | 4  | 7  | 3 |

| Juego 1, 15 de enero, 19:00 (UTC-5) | Caimanes de Barranquilla | 11–17   | Toros de Sincelejo | Estadio Édgar Rentería, Barranquilla |   |   |   |   |   |    |    |    |    |    |    |    |   |
| |                          | Reporte |                    |                                      |   |   |   |   |   |    |    |    |    |    |    |    |   |
| Toros lidera la serie 1-0 \| Equipo \| 1 \| 2 \| 3 \| 4 \| 5 \| 6 \| 7 \| 8 \| 9 \| 10 \| 11 \| 12 \| 13 \| 14 \| C \| H \| E \| \| -------- \| - \| - \| - \| - \| - \| - \| - \| - \| - \| -- \| -- \| -- \| -- \| -- \| -- \| -- \| - \| \| Toros \| 0 \| 0 \| 2 \| 0 \| 3 \| 0 \| 2 \| 1 \| 1 \| 0 \| 0 \| 2 \| 0 \| 6 \| 17 \| 17 \| 1 \| \| Caimanes \| 1 \| 5 \| 0 \| 0 \| 0 \| 2 \| 0 \| 1 \| 0 \| 0 \| 0 \| 2 \| 0 \| 0 \| 11 \| 19 \| 2 \|LG: Luis Sanz (1-0 LP: Randy Consuegra (0-1) Umpires: HP: Duración: 0h 00m |                          |         |                    |                                      |   |   |   |   |   |    |    |    |    |    |    |    |   |
| Equipo | 1                        | 2       | 3                  | 4                                    | 5 | 6 | 7 | 8 | 9 | 10 | 11 | 12 | 13 | 14 | C  | H  | E |
| Toros | 0                        | 0       | 2                  | 0                                    | 3 | 0 | 2 | 1 | 1 | 0  | 0  | 2  | 0  | 6  | 17 | 17 | 1 |
| Caimanes | 1                        | 5       | 0                  | 0                                    | 0 | 2 | 0 | 1 | 0 | 0  | 0  | 2  | 0  | 0  | 11 | 19 | 2 |

| Equipo   | 1 | 2 | 3 | 4 | 5 | 6 | 7 | 8 | 9 | 10 | 11 | 12 | 13 | 14 | C  | H  | E |
| -------- | - | - | - | - | - | - | - | - | - | -- | -- | -- | -- | -- | -- | -- | - |
| Toros    | 0 | 0 | 2 | 0 | 3 | 0 | 2 | 1 | 1 | 0  | 0  | 2  | 0  | 6  | 17 | 17 | 1 |
| Caimanes | 1 | 5 | 0 | 0 | 0 | 2 | 0 | 1 | 0 | 0  | 0  | 2  | 0  | 0  | 11 | 19 | 2 |

| Juego 2, 16 de enero, 19:00 (UTC-5) | Caimanes de Barranquilla | 5–0     | Toros de Sincelejo | Estadio Édgar Rentería, Barranquilla |   |   |   |   |   |   |   |   |
| |                          | Reporte |                    |                                      |   |   |   |   |   |   |   |   |
| Caimanes y Toros igualan serie 1-1 \| Equipo \| 1 \| 2 \| 3 \| 4 \| 5 \| 6 \| 7 \| 8 \| 9 \| C \| H \| E \| \| -------- \| - \| - \| - \| - \| - \| - \| - \| - \| - \| - \| - \| - \| \| Toros \| 0 \| 0 \| 0 \| 0 \| 0 \| 0 \| 0 \| 0 \| 0 \| 0 \| 4 \| 0 \| \| Caimanes \| 4 \| 0 \| 0 \| 0 \| 0 \| 0 \| 1 \| 0 \| x \| 5 \| 8 \| 0 \|LG: Geddy Guerra (1-0) LP: Yu Takayama (0-1) HRs: CAI – Audy Ciriaco (1) Umpires: HP: Duración: 0h 00m |                          |         |                    |                                      |   |   |   |   |   |   |   |   |
| Equipo | 1                        | 2       | 3                  | 4                                    | 5 | 6 | 7 | 8 | 9 | C | H | E |
| Toros | 0                        | 0       | 0                  | 0                                    | 0 | 0 | 0 | 0 | 0 | 0 | 4 | 0 |
| Caimanes | 4                        | 0       | 0                  | 0                                    | 0 | 0 | 1 | 0 | x | 5 | 8 | 0 |

| Equipo   | 1 | 2 | 3 | 4 | 5 | 6 | 7 | 8 | 9 | C | H | E |
| -------- | - | - | - | - | - | - | - | - | - | - | - | - |
| Toros    | 0 | 0 | 0 | 0 | 0 | 0 | 0 | 0 | 0 | 0 | 4 | 0 |
| Caimanes | 4 | 0 | 0 | 0 | 0 | 0 | 1 | 0 | x | 5 | 8 | 0 |

| Juego 3, 18 de enero, 19:00 (UTC-5) | Toros de Sincelejo | 1–3     | Caimanes de Barranquilla | Estadio Veinte de Enero, Sincelejo |   |   |   |   |   |   |   |   |
| |                    | Reporte |                          |                                    |   |   |   |   |   |   |   |   |
| Caimanes lidera la serie 2-1 \| Equipo \| 1 \| 2 \| 3 \| 4 \| 5 \| 6 \| 7 \| 8 \| 9 \| C \| H \| E \| \| -------- \| - \| - \| - \| - \| - \| - \| - \| - \| - \| - \| - \| - \| \| Caimanes \| 0 \| 0 \| 0 \| 0 \| 2 \| 0 \| 1 \| 0 \| 0 \| 3 \| 9 \| 0 \| \| Toros \| 0 \| 0 \| 1 \| 0 \| 0 \| 0 \| 0 \| 0 \| \| 1 \| 9 \| 0 \|LG: Julio Vivas (1-0) LP: Hernando Chiquillo (0-1) SV: Juan Escorcia Umpires: HP: Duración: 0h 00m |                    |         |                          |                                    |   |   |   |   |   |   |   |   |
| Equipo | 1                  | 2       | 3                        | 4                                  | 5 | 6 | 7 | 8 | 9 | C | H | E |
| Caimanes | 0                  | 0       | 0                        | 0                                  | 2 | 0 | 1 | 0 | 0 | 3 | 9 | 0 |
| Toros | 0                  | 0       | 1                        | 0                                  | 0 | 0 | 0 | 0 |   | 1 | 9 | 0 |

| Equipo   | 1 | 2 | 3 | 4 | 5 | 6 | 7 | 8 | 9 | C | H | E |
| -------- | - | - | - | - | - | - | - | - | - | - | - | - |
| Caimanes | 0 | 0 | 0 | 0 | 2 | 0 | 1 | 0 | 0 | 3 | 9 | 0 |
| Toros    | 0 | 0 | 1 | 0 | 0 | 0 | 0 | 0 |   | 1 | 9 | 0 |

| Juego 4, 19 de enero, 17:00 (UTC-5) | Toros de Sincelejo | 6–13    | Caimanes de Barranquilla | Estadio Veinte de Enero, Sincelejo |   |   |   |   |   |    |    |   |
| |                    | Reporte |                          |                                    |   |   |   |   |   |    |    |   |
| Caimanes lidera la serie 3-1 \| Equipo \| 1 \| 2 \| 3 \| 4 \| 5 \| 6 \| 7 \| 8 \| 9 \| C \| H \| E \| \| -------- \| - \| - \| - \| - \| - \| - \| - \| - \| - \| -- \| -- \| - \| \| Caimanes \| 1 \| 1 \| 0 \| 1 \| 6 \| 4 \| 0 \| 0 \| 0 \| 13 \| 15 \| 1 \| \| Toros \| 1 \| 0 \| 2 \| 2 \| 0 \| 0 \| 1 \| 0 \| 0 \| 6 \| 10 \| 3 \|LG: Martire García (1-0) LP: Yohandry Portal (0-1 ) HRs: CAI – Christian Correal (2) TOR – Ángel Reyes (1) Umpires: HP: Duración: 0h 00m |                    |         |                          |                                    |   |   |   |   |   |    |    |   |
| Equipo | 1                  | 2       | 3                        | 4                                  | 5 | 6 | 7 | 8 | 9 | C  | H  | E |
| Caimanes | 1                  | 1       | 0                        | 1                                  | 6 | 4 | 0 | 0 | 0 | 13 | 15 | 1 |
| Toros | 1                  | 0       | 2                        | 2                                  | 0 | 0 | 1 | 0 | 0 | 6  | 10 | 3 |

| Equipo   | 1 | 2 | 3 | 4 | 5 | 6 | 7 | 8 | 9 | C  | H  | E |
| -------- | - | - | - | - | - | - | - | - | - | -- | -- | - |
| Caimanes | 1 | 1 | 0 | 1 | 6 | 4 | 0 | 0 | 0 | 13 | 15 | 1 |
| Toros    | 1 | 0 | 2 | 2 | 0 | 0 | 1 | 0 | 0 | 6  | 10 | 3 |

| Juego 5, 20 de enero, 16:00 (UTC-5) | Toros de Sincelejo | 4–13    | Caimanes de Barranquilla | Estadio Veinte de Enero, Sincelejo, |   |   |   |   |   |    |    |   |
| |                    | Reporte |                          |                                     |   |   |   |   |   |    |    |   |
| Detalle \| Equipo \| 1 \| 2 \| 3 \| 4 \| 5 \| 6 \| 7 \| 8 \| 9 \| C \| H \| E \| \| -------- \| - \| - \| - \| - \| - \| - \| - \| - \| - \| -- \| -- \| - \| \| Caimanes \| 0 \| 1 \| 0 \| 2 \| 4 \| 0 \| 1 \| 2 \| 3 \| 13 \| 14 \| 3 \| \| Toros \| 0 \| 0 \| 0 \| 0 \| 2 \| 1 \| 0 \| 1 \| 0 \| 4 \| 7 \| 3 \|LG: Yorfrank Lopez (1) LP: Jose Calero HRs: CAI – Carlos Vidal (1), Audy Ciriaco (1), Steve Brown (1) Umpires: HP: Duración: 0h 00m |                    |         |                          |                                     |   |   |   |   |   |    |    |   |
| Equipo | 1                  | 2       | 3                        | 4                                   | 5 | 6 | 7 | 8 | 9 | C  | H  | E |
| Caimanes | 0                  | 1       | 0                        | 2                                   | 4 | 0 | 1 | 2 | 3 | 13 | 14 | 3 |
| Toros | 0                  | 0       | 0                        | 0                                   | 2 | 1 | 0 | 1 | 0 | 4  | 7  | 3 |

| Equipo   | 1 | 2 | 3 | 4 | 5 | 6 | 7 | 8 | 9 | C  | H  | E |
| -------- | - | - | - | - | - | - | - | - | - | -- | -- | - |
| Caimanes | 0 | 1 | 0 | 2 | 4 | 0 | 1 | 2 | 3 | 13 | 14 | 3 |
| Toros    | 0 | 0 | 0 | 0 | 2 | 1 | 0 | 1 | 0 | 4  | 7  | 3 |

| Colombia                                       |
| Campeón Caimanes de Barranquilla Décimo título |

## Los mejores
Temporada regular actualizada al 29 de diciembre 

### Bateadores
| Promedio de bateo (BA) | Promedio de bateo (BA) | Promedio de bateo (BA) |
| ---------------------- | ---------------------- | ---------------------- |
| 1                      | Roel Santos (CAI)      | .384                   |
| 2                      | Telmito Agustín (TIG)  | .341                   |
| 3                      | Osman Marval (TOR)     | .336                   |
| 4                      | Nelson Perez (CAI)     | .333                   |
| 5                      | Jordan Díaz (LEO)      | .325                   |

| Carreras anotadas (R) | Carreras anotadas (R) | Carreras anotadas (R) |
| --------------------- | --------------------- | --------------------- |
| 1                     | Ángel Reyes (TOR)     | 37                    |
| 2                     | Telmito Agustín (TIG) | 34                    |
| 3                     | Roel Santos (CAI)     | 30                    |
| 4                     | Nelson Peréz (CAI)    | 30                    |
| 5                     | Audy Ciriaco (CAI)    | 29                    |

| Carreras impulsadas (RBI) | Carreras impulsadas (RBI) | Carreras impulsadas (RBI) |
| ------------------------- | ------------------------- | ------------------------- |
| 1                         | Osman Marval (TOR)        | 35                        |
| 2                         | Audy Ciricaco (CAI)       | 30                        |
| 3                         | Steve Brown (CAI)         | 29                        |
| 4                         | Carlos Vidal (CAI)        | 24                        |
| 5                         | Wellington Dotel (TIG)    | 24                        |

| Bases Robadas (SB) | Bases Robadas (SB)     | Bases Robadas (SB) |
| ------------------ | ---------------------- | ------------------ |
| 1                  | Ángel Reyes (TOR)      | 9                  |
| 2                  | Roel Santos (CAI)      | 8                  |
| 3                  | Brallan Pérez (TIG)    | 8                  |
| 4                  | Wellington Dotel (TIG) | 8                  |
| 5                  | Manuel Joseph (TOR)    | 8                  |

| Jonrones (HR) | Jonrones (HR)            | Jonrones (HR) |
| ------------- | ------------------------ | ------------- |
| 1             | Osman Marval (TOR)       | 7             |
| 2             | Ericson Leonora (LEO)    | 4             |
| 3             | Carlos Vidal (CAI)       | 4             |
| 4             | Reynaldo Rodríguez (LEO) | 4             |
| 5             | Telmito Agustín (TIG)    | 4             |

| Hits (H) | Hits (H)              | Hits (H) |
| -------- | --------------------- | -------- |
| 1        | Osman Marval (TOR)    | 51       |
| 2        | Jonathan Lozada (TIG) | 48       |
| 3        | Roel Santos (CAI)     | 48       |
| 4        | Audy Ciriaco (CAI)    | 47       |
| 5        | Telmito Agustín (TIG) | 46       |

| Dobles (2B) | Dobles (2B)            | Dobles (2B) |
| ----------- | ---------------------- | ----------- |
| 1           | Audy Ciriaco (CAI)     | 13          |
| 2           | Efraín Contreras (CAI) | 10          |
| 3           | Telmito Agustín (TIG)  | 10          |
| 4           | Manuel Joseph (TOR)    | 10          |
| 5           | Ericson Leonora (LEO)  | 9           |

| Triples (3B) | Triples (3B)          | Triples (3B) |
| ------------ | --------------------- | ------------ |
| 1            | Milton Ramos (TIG)    | 4            |
| 2            | Roel Santos (CAI)     | 4            |
| 3            | Manuel Joseph (TOR)   | 4            |
| 4            | Steve Brown (CAI)     | 3            |
| 5            | Welington Dotel (TIG) | 3            |

### Lanzadores
| Juegos Ganados | Juegos Ganados         | Juegos Ganados |
| -------------- | ---------------------- | -------------- |
| 1              | Jose Calero (TOR)      | 4-2 (23.1)     |
| 2              | Yorfrank Lopez (CAI)   | 4-1 (34.0)     |
| 3              | Anthony Vizacaya (LEO) | 4-1 (32.0)     |
| 4              | Porfirio López (TOR)   | 4-1 (51.2)     |
| 5              | Jesús Parra (CAI)      | 4-0 (17.2)     |

| Efectividad | Efectividad           | Efectividad |
| ----------- | --------------------- | ----------- |
| 1           | Porfirio Lopez (TOR)  | 1.57        |
| 2           | Yorfrank Lopez (CAI)  | 2.12        |
| 3           | Yu Takayama (TOR)     | 2.20        |
| 4           | Martire Garcia (CAI)  | 2.25        |
| 5           | Yohandry Portal (TOR) | 2.37        |

| Ponches | Ponches               | Ponches |
| ------- | --------------------- | ------- |
| 1       | Porfirio Lopez (TOR)  | 51      |
| 2       | Martire García (CAI)  | 42      |
| 3       | Randy Consuegra (CAI) | 40      |
| 4       | Ronald Ramírez (TIG)  | 39      |
| 5       | Julio Vivas (TIG)     | 35      |

| Juegos Salvados | Juegos Salvados       | Juegos Salvados |
| --------------- | --------------------- | --------------- |
| 1               | Samuel Gervacio (TOL) | 8               |
| 2               | Jose Ortega (TOR)     | 6               |
| 3               | Yonata Ortega (CAI)   | 5               |
| 4               | Hector Mayora (LEO)   | 5               |
| 5               | Yordany Reinoso (TIG) | 5               |

### Los mejores de la semana
La Liga Colombiana de Béisbol Profesional premia a los mejores de la semana.
| Los mejores de la semana                 | Los mejores de la semana | Los mejores de la semana | Los mejores de la semana |
| Jornada                                  | Mejor jugador            | Posición                 | Equipo                   |
| ---------------------------------------- | ------------------------ | ------------------------ | ------------------------ |
| Semana 1 (2 al 4 de noviembre)           | Jordan Díaz              | Tercera base             | Leones                   |
| Semana 2 (6 al 11 de noviembre)          | Rainy Lara               | Lanzador                 | Caimanes                 |
| Semana 3 (13 al 18 de noviembre)         | Nelson Pérez             | Primera base             | Caimanes                 |
| Semana 4 (20 al 25 de noviembre)         | Jonathan Gálvez          | Segunda base             | Caimanes                 |
| Semana 5 (27 de nov. al 11 de diciembre) | Audy Ciriaco             | Tercera base             | Caimanes                 |
| Semana 6 (4 al 9 de diciembre)           | Steve Brown              | Jardinero Izquierdo      | Caimanes                 |
| Semana 7 (11 al 16 de diciembre)         | Roel Santos              | Jardinero Central        | Caimanes                 |
| Semana 8 (18 al 23 de diciembre)         | Telmito Agustín          | Jardinero Central        | Tigres                   |
| Semana 9 (26 al 29 de noviembre)         | Sneider Batista          | Tercera base             | Toros                    |

### Los mejores del mes
| El mejor del mes | El mejor del mes | El mejor del mes | El mejor del mes |
| Mes              | Jugador          | Mejor            | Equipo           |
| ---------------- | ---------------- | ---------------- | ---------------- |
| Noviembre        | Porfirio López   | Mejor Lanzador   | Toros            |
| Noviembre        | Telmito Agustín  | Mejor jugador    | Tigres           |
| Diciembre        | Jesús Parra      | Mejor Lanzador   | Caimanes         |
| Diciembre        | Osmán Marval     | Mejor jugador    | Toros            |

## Rachas y Resultados
| Rachas máximas                      | Rachas máximas                     | Rachas máximas | Rachas máximas |
| Racha                               | Equipo                             | Estadística    |                |
| ----------------------------------- | ---------------------------------- | -------------- | -------------- |
| Victorias consecutivas              | Caimanes de Barranquilla (2 veces) | 5 victorias    |                |
| Victorias consecutivas de local     | Caimanes de Barranquilla (2 veces) | 4 victorias    |                |
| Victorias consecutivas de visitante | Caimanes de Barranquilla           | 3 victorias    |                |
| Derrotas consecutivas               | Leones de Montería (2 veces)       | 5 derrotas     |                |
| Derrotas consecutivas de local      | Leones de Montería                 | 5 derrotas     |                |
| Derrotas consecutivas de visitante  | Leones de Montería                 | 7 derrotas     |                |

| Resultados                              | Resultados               | Resultados           | Resultados |
| Resultado                               | Equipo                   | Estadística          |            |
| --------------------------------------- | ------------------------ | -------------------- | ---------- |
| Mayor victoria de local                 | Caimanes de Barranquilla | Leones 4-16 Caimanes |            |
| Mayor victoria de visitante             | Caimanes de Barranquilla | Caimanes 14-3 Tigres |            |
| Mayor cantidad de carreras Fase Regular | 23 Carreras              | Toros 16-7 Leones    |            |
| Mayor cantidad de carreras Final        | 28 Carreras              | Toros 17-11 Caimanes |            |
| Juegos consecutivos anotando carreras   | Toros de Sincelejo       | 50 juegos            |            |
| Blanqueado en casa                      | Caimanes                 | 3 veces              |            |
| Blanqueado de visita                    | Leones                   | 3 veces              |            |